# Joop van Werkhoven
Johan Christiaan Dirk (Joop) van Werkhoven (Haarlem, 20 mei 1950) is een voormalig Nederlands zeiler.
Van Werkhoven speelde hockey in zijn jeugd, en won met BMHC, het latere HC Bloemendaal, tweemaal het Nederlands jeugdkampioen hockey. Hij leerde zeilen van zijn ouders en grootouders. Zijn eerste internationale zeilprestatie behaalde in 1970 met het winnen van het Jeugd Wereldkampioenschap in de Solo-klasse.
Hij ging samen met zijn broer Robert in de Olympische 470-klasse zeilen. Tussen 1970 en 1980 won het duo diverse belangrijke zeilwedstrijden op Olympisch niveau, waaronder de Pré Olympique d'Hyeres in 1975 en de Kieler Woche in 1976. Verder behaalden ze goud op het Europees kampioenschap 470 in 1972, en brons op de Europees en Wereldkampioenschappen in 1973. Ook werden ze vier keer Open Nederlands Kampioen in de 470 klasse. In 1976 debuteerden de broers in de 470-klasse op de Olympische Spelen in Montreal. Daar behaalden ze geen medaille, maar wonnen wel de Internationale Jaarprijs.
Na het afsluiten van zijn zeilcarrière ging van Werkhoven het bedrijfsleven in. Hij was onder meer directeur van KLM USA, algemeen directeur van Brink's Nederland en vicepresident van Brink's EMEA.